# Yordy Reyna
José Yordy Reyna Serna (Capote, Chiclayo, 17 de septiembre de 1993) es un futbolista peruano. Juega como delantero y su equipo actual es el Rodina Moscú, de la Primera División de Rusia.
En el año 2012 fue el jugador revelación del Campeonato Descentralizado 2012. Ha sido internacional con la Selección de fútbol sub-20 del Perú disputando el Campeonato Sudamericano de Fútbol Sub-20 de 2013 y fue uno de los máximos goleadores del campeonato con 5 goles. Es internacional con Selección Nacional de Perú.

## Trayectoria
Nació en Capote, un pequeño y caluroso pueblo de la provincia de Chiclayo, dejó su región natal para tentar suerte en Lima a la corta edad de 14 años. Tras ser captado por cazatalentos del Club Universitario de Deportes, todo indicaba que se formaría en la cantera crema; sin embargo, escapó de Campo Mar para probarse (y posteriormente quedarse) en Alianza Lima. En este último fue donde logró llegar al primer equipo. Su trampolín para darse a notar en la temporada 2011 fue el Torneo de Promoción y Reservas, donde anotó siete goles. Asimismo, destacó en el Sudamericano Sub-20 de Argentina, donde convirtió 5 tantos, los cuales lo catalogarían como uno de los máximos artilleros del campeonato. 

### Alianza Lima
El 27 de agosto del 2011 Yordy "La Magia" Reyna debutó en Alianza Lima bajo la dirección técnica de Miguel Ángel Arrué, con el resultado a favor para los grones por 4 - 2 ante Inti Gas Deportes en el Matute. Ingresó a los 88’ por Paolo Hurtado. Yordy era pieza clave en la reserva de Alianza Lima que logró el título 2011 bajo la batuta de Pepe Soto.
Ese año Reyna solo participó en dos partidos del Descentralizado 2011, el segundo fue ante León de Huánuco, encuentro en el que sumó 29 minutos más en Primera División.
Se ganó un lugar el plantel principal de Alianza debido al éxodo de jugadores. Marcó su primer gol ante Sport Boys el 18 de mayo de 2012, por la fecha 14 del Descentralizado. Luego encajaría dos goles más ante Real Garcilaso y César Vallejo en Lima. Después de eso entró en una mala racha de 11 partidos sin anotar, pero llegaría con un doblete ante el Boys. Terminó el año con seis anotaciones en 29 partidos y gracias a ello ganó el premio al Jugador Revelación de la temporada 2012.
Luego de una buena campaña con la Selección Peruana sub-20, anotaría sus 2 primeros goles en la temporada contra Melgar en Arequipa. Su siguiente gol lo hizo ante Universitario en el Superclásico peruano, con victoria de la escuadra aliancista, jugado en el Estadio Nacional. El cuarto gol lo hizo ante José Gálvez en Matute. El quinto lo anotó en el empate contra León de Huánuco jugando en dicha ciudad. Su último gol con Alianza Lima lo encajó en el triunfo sobre Pacífico FC en Huacho. Su último partido fue el 19 de junio, el equipo austriaco le concedió a Yordy jugar 45 minutos en su despedida contra el Sporting Cristal cuyo resultado fue victoria aliancista 1-0. Despidiéndose de la afición blanquiazul entre lágrimas.

### Red Bull Salzburgo

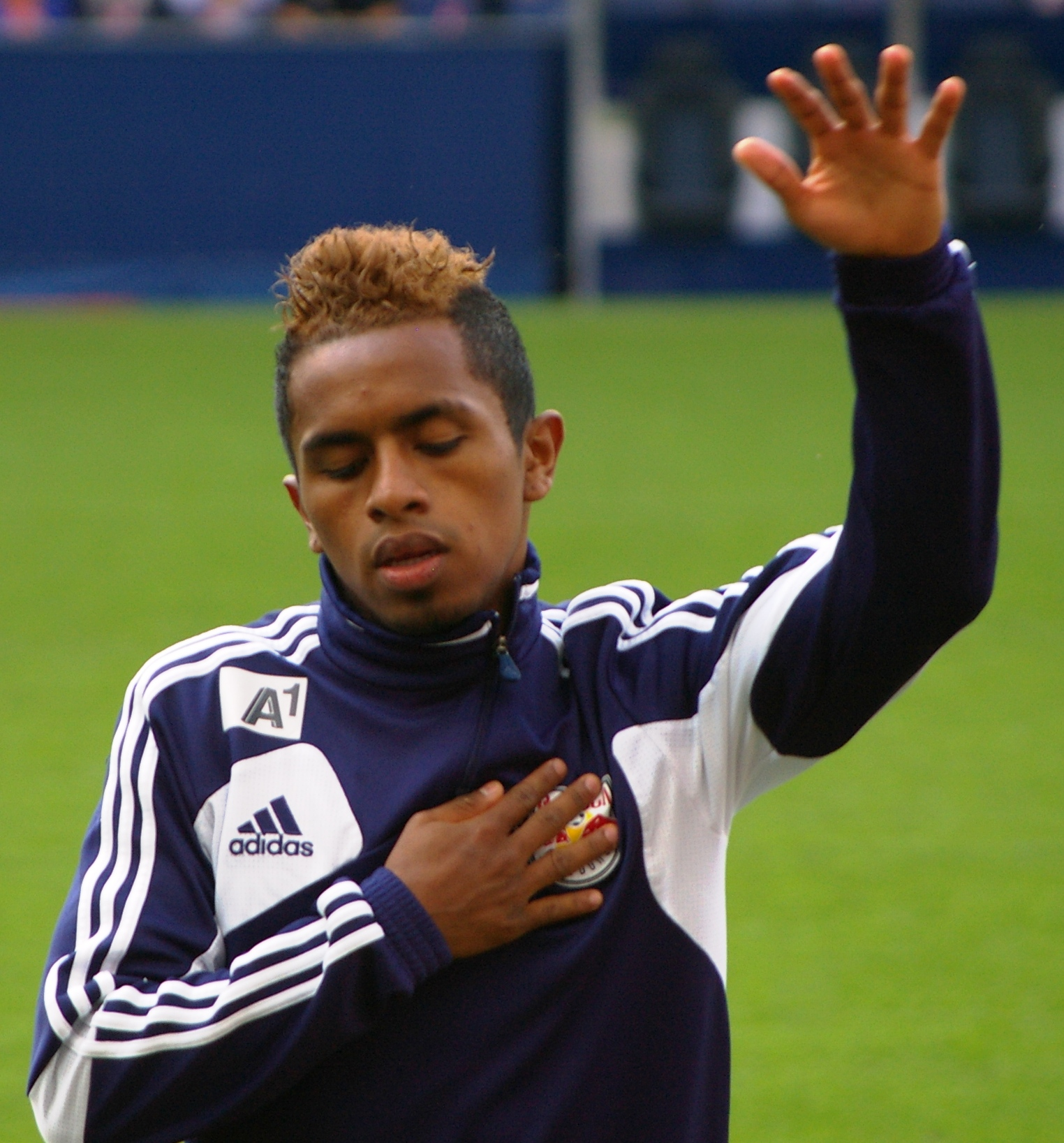
Partido entre RB Salzburg vs. SK Rapid.

Fue vendido al Red Bull Salzburg de Austria, a mitad de la temporada 2013. Fue presentado el 24 de junio firmando un contrato de 4 temporadas, Reyna pasó los exámenes médicos y posó con la camiseta número 19 de su nuevo club.
El debut de Yordy Reyna con su nueva camiseta fue más que auspicioso, el Red Bull Salzburg goleó por 7-2 al SC Paderborn de Alemania, en un amistoso y el delantero anotó el sexto tanto, Reyna ingresó en el segundo tiempo, dio el pase gol para el quinto tanto y se encargó de anotar el sexto, al minuto 71.
El 20 de julio de 2013 en el inicio de la Liga Austríaca, el Red Bull Salzburgo goleó 5-0 a Wiener Neustadt. Yordy Reyna no fue de la partida pero ingresó a los 62 minutos en reemplazo de Jakob Jantscher.
También disputó partidos con el Liefering, filial del Red Bull que militaba en la segunda división de Austria. El 25 de marzo de 2014 anotó su primer gol con el Liefering, en la goleada por 5-0 sobre el Mattersburg.
30 de septiembre de 2013 con Yordy Reyna Red Bull humilló al Wiener Neustadt, los ‘Toros Rojos’ consiguieron un valioso triunfo por 8-1 y son los solitarios líderes de la Bundesliga austriaca. El peruano ingresó a los 75’. Este fue el último partido que Reyna disputó esa temporada con el Red Bull Salzburg ya que fue cedido a préstamo al SV Grödig.

### SV Grödig
Yordy Reyna fue cedido a préstamo por un año del Red Bull Salzburg al SV Grödig, equipo que milita en la Bundesliga de Austria. Marcó su primer gol el 27 de julio de 2014, cuando su nuevo equipo, SV Grödig, estaba perdiendo hasta los 80 minutos con SK Sturm Graz por la segunda fecha de la Bundesliga de Austria. Fue a los 82 cuando "Yordy Reyna" asistió a un compañero para que iguale el partido y minutos después lo volteó tras espectacular corrida. Este es el primer gol de Yordy Reyna con el SV Grödig y también su primero en la máxima división del fútbol Austriaco.
Las buenas actuaciones de Yordy Reyna con el SV Grödig no pasaron desapercibidas en Austria. Tanto que hasta ha sido elegido como el mejor jugador del mes de la Bundesliga luego de ganar la votación con el 97%. Luego de haber marcado tres goles en la Bundesliga de Austria, el peruano se llevó el premio como el mejor jugador de agosto. El premio auspiciado por EA Sports se llevó a cabo con cuatro nominados más: Jonathan Soriano, Marcel Sabitzer, Christian Schwegler los tres del Red Bull Salzburg y Jacobo Ynclan del RZ Pellets.
El 26 de octubre de 2014 Yordy Reyna le anotó un gol al Red Bull Salzburgo, el club al que pertenece su pase, el peruano abrió el marcador a los 6 minutos del primer tiempo para el SV Grödig, penetró el área rival por la derecha y con un fuerte remate de derecha venció al arquero Péter Gulácsi y también generó el penal para el segundo tanto en el encuentro que terminó empatado 2-2.
Al final marcó 11 goles con el equipo, en un partido marcó un triplete llamando el interés de algunos grandes equipos europeos.

### RB Leipzig
A fines de enero se confirma su cesión al RasenBallsport Leipzig por 6 meses, jugó 10 partidos en la 2. Bundesliga (Segunda División de Alemania) y le anotó un gol al 1. FC Nürnberg.

### Vuelta al Red Bull Salzburgo

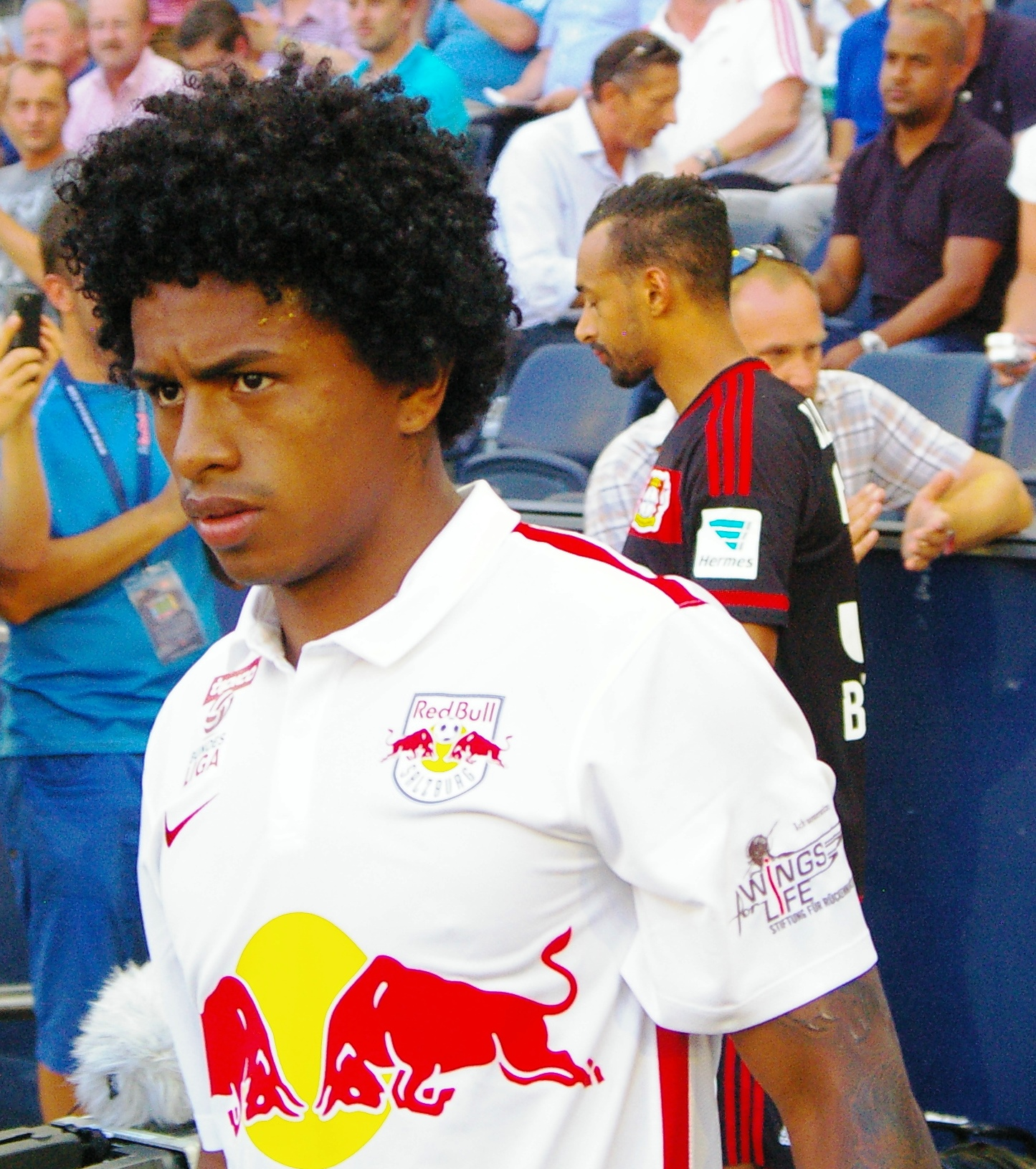
Partido entre RB Salzburg vs. Bayer Leverkusen.

Con el peruano Yordy Reyna de titular y por todo el primer tiempo, el Red Bull Salzburgo perdió 2-1 ante Mattersburg en la primera fecha de la Bundesliga de Austria, en condición de visita.
Mattersburg construyó su victoria en el primer minuto y la terminó de sellar en los instantes finales. Markus Pink (1’) y Alexander Ibser (90’+3) marcaron para los locales. Naby Keita puso el descuento para del Red Bull Salzburgo.
Yordy Reyna jugó su segundo partido consecutivo de titular. A mitad de esta semana lo hizo en el empate ante Bayer Leverkusen en un amistoso disputado en el Red Bull Arena de Austria.
El Red Bull Salzburgo de Yordy Reyna deberá olvidar rápidamente la derrota ante el Mattersburg y pensar ya en el Malmo, con quien jugará el 29 de julio por la tercera fase de clasificación de la Champions League.
El 5 de agosto de 2015 Malmö venció por 3-0 al Red Bull Salzburgo que tuvo a Yordy Reyna desde el minuto 85., así el Red Bull quedó eliminado a pesar de ganar 2-0 en la ida.
El 8 de agosto de 2015 Yordy Reyna marcó un golazo, Salzburgo igualó 2-2 con Admira por la Bundesliga. Yordy jugó como titular y marcó su primer gol oficial desde que fichó por el Salzburgo en 2013. El 20 de agosto jugó todo el partido en la derrota de su equipo 2-0 frente al Dinamo Minsk en Bielorrusia por la Ronda Previa de la Liga Europea de la UEFA 2015-16. Fue titular en el partido de vuelta jugado en Austria, sin embargo, a pesar de que su equipo ganó 2-0 perdió por penales y quedó eliminado del torneo continental, anotó su segundo gol con el Salzburgo el 30 de agosto en el triunfo por 3-2 frente al Sturm Graz en condición de visitante, para su mala suerte en ese mismo partido sale lesionado.

### Vancouver Whitecaps
Llega al Vancouver Whitecaps a finales de diciembre del 2016, donde el firma un contrato de 2 años con opción a renovar dos más. Se lesiona en la pretemporada del 2017 y debuta en junio. Demostró buen nivel y le renuevan por 2 años más hasta 2020 en el que antes de llegar a finalizar su contrato es separado del equipo.

### D.C. United
El 19 de septiembre de 2020, Reyna fue fichado por el DC United a cambio de $ 400,000. Hizo su debut el 27 de septiembre de 2020, jugando 68 minutos en una derrota 0-2 contra el New England Revolution.

## Selección nacional

### Selección sub-20
Ha sido internacional con la Selección sub-20, con la cual disputó el Campeonato Sudamericano de Fútbol Sub-20 de 2013 realizado en Argentina. El 10 de enero hizo su debut ante la selección de Uruguay, encuentro que culminó 3-3. La selección peruana logró la clasificación al hexagonal final como primero del grupo B. Perú culminó en la quinta posición del hexagonal final y no logró clasificar a la Copa Mundial de Turquía, Pero fue una de las figuras de la Selección, Reyna ocupó el tercer lugar en la tabla de goleadores con cinco goles detrás de Nicolás Castillo y Nicolás López de Chile y Uruguay, respectivamente.
| Torneo              | Sede      | Resultado | Partidos | Goles | Prom. |
| ------------------- | --------- | --------- | -------- | ----- | ----- |
| Sudamericano Sub-20 | Argentina | 5.º lugar | 9        | 5     | 0.56  |

### Selección absoluta
Sus buenas actuaciones con la Selección sub-20 y Alianza Lima, le valió para debutar con la Selección mayor el 22 de marzo de 2013, después de sustituir el capitán Pizarro en el minuto 79 del partido que ganaron 1-0 a Chile por eliminatorias para el mundial Brasil 2014.
Cuatro días más tarde marcaría su primer gol en un amistoso contra Trinidad y Tobago, aquel encuentro Perú ganó 3-0. En junio del 2013 volvió a marcar un gol a Panamá en un amistoso que ganó Perú 2-1.
Fue convocado para los últimos partidos de las clasificatorias donde jugó contra Argentina y Bolivia.
El 25 de mayo de 2015 el entrenador de la Selección Peruana, Ricardo Gareca, dio a conocer la lista definitiva de 23 jugadores en la cual fue convocado Yordy Reyna, para la Copa América que se realizó en Chile. Perú finalizó en el 2º puesto del Grupo C, que compartió con las selecciones de Brasil, Colombia y Venezuela. En la fase de cuartos de final se enfrentó a la selección de Bolivia derrotándolo 3-1 así consiguiendo la clasificación para las semifinales. En semifinales la selección peruana fue eliminada por la anfitriona Chile al caer 2-1. Por el tercer lugar Perú derrotó 2-0 a Paraguay.
Participaciones en Copa América
| Torneo            | Sede  | Resultado    | Partidos | Goles |
| ----------------- | ----- | ------------ | -------- | ----- |
| Copa América 2015 | Chile | Tercer lugar | 4        | 0     |

#### Partidos con la selección absoluta
| \| PJ \| Fecha \| Ciudad \| Local \| Resultado \| Visitante \| Competición \| Goles \| \| --- \| ---------- \| ----------------- \| --------- \| --------- \| ----------------- \| -------------------------- \| ----- \| \| 1. \| 22-3-2013 \| Lima \| Perú \| 1-0 \| Chile \| Eliminatorias Mundial 2014 \| - \| \| 2. \| 26-3-2013 \| Lima \| Perú \| 3-0 \| Trinidad y Tobago \| Amistoso \| 1 \| \| 3. \| 17-4-2013 \| San Francisco \| Perú \| 0-0 \| México \| Amistoso \| - \| \| 4. \| 1-6-2013 \| Panamá \| Panamá \| 1-2 \| Perú \| Amistoso \| 1 \| \| 5. \| 11-10-2013 \| Buenos Aires \| Argentina \| 3-1 \| Perú \| Eliminatorias Mundial 2014 \| - \| \| 6. \| 15-10-2013 \| Lima \| Perú \| 1-1 \| Bolivia \| Eliminatorias Mundial 2014 \| - \| \| 7. \| 14-11-2014 \| Luque \| Paraguay \| 2–1 \| Perú \| Amistoso \| - \| \| 8. \| 18-11-2014 \| Lima \| Perú \| 2-1 \| Paraguay \| Amistoso \| - \| \| 9. \| 3-6-2015 \| Lima \| Perú \| 1-1 \| México \| Amistoso \| - \| \| 10. \| 14-6-2015 \| Temuco \| Brasil \| 2-1 \| Perú \| Copa América 2015 \| - \| \| 11. \| 18-6-2015 \| Valparaíso \| Perú \| 1–0 \| Venezuela \| Copa América 2015 \| - \| \| 12. \| 25-6-2015 \| Temuco \| Bolivia \| 1–3 \| Perú \| Copa América 2015 \| - \| \| 13. \| 3-7-2015 \| Concepción \| Perú \| 2–0 \| Paraguay \| Copa América 2015 \| - \| \| 14. \| 07-10-2015 \| Barranquilla \| Colombia \| 2-0 \| Perú \| Eliminatorias Rusia 2018 \| - \| \| 15. \| 13-10-2015 \| Lima \| Perú \| 3-4 \| Chile \| Eliminatorias Rusia 2018 \| - \| \| 16. \| 12-11-2015 \| Lima \| Perú \| 1–0 \| Paraguay \| Eliminatorias Rusia 2018 \| - \| \| 17. \| 17-11-2015 \| Salvador de Bahía \| Brasil \| 3–0 \| Perú \| Eliminatorias Rusia 2018 \| - \| \| 18. \| 10-10-2017 \| Lima \| Perú \| 1–1 \| Colombia \| Eliminatorias Rusia 2018 \| - \| |            |                   |           |           |                   |                            |       |
| PJ | Fecha      | Ciudad            | Local     | Resultado | Visitante         | Competición                | Goles |
| 1. | 22-3-2013  | Lima              | Perú      | 1-0       | Chile             | Eliminatorias Mundial 2014 | -     |
| 2. | 26-3-2013  | Lima              | Perú      | 3-0       | Trinidad y Tobago | Amistoso                   | 1     |
| 3. | 17-4-2013  | San Francisco     | Perú      | 0-0       | México            | Amistoso                   | -     |
| 4. | 1-6-2013   | Panamá            | Panamá    | 1-2       | Perú              | Amistoso                   | 1     |
| 5. | 11-10-2013 | Buenos Aires      | Argentina | 3-1       | Perú              | Eliminatorias Mundial 2014 | -     |
| 6. | 15-10-2013 | Lima              | Perú      | 1-1       | Bolivia           | Eliminatorias Mundial 2014 | -     |
| 7. | 14-11-2014 | Luque             | Paraguay  | 2–1       | Perú              | Amistoso                   | -     |
| 8. | 18-11-2014 | Lima              | Perú      | 2-1       | Paraguay          | Amistoso                   | -     |
| 9. | 3-6-2015   | Lima              | Perú      | 1-1       | México            | Amistoso                   | -     |
| 10. | 14-6-2015  | Temuco            | Brasil    | 2-1       | Perú              | Copa América 2015          | -     |
| 11. | 18-6-2015  | Valparaíso        | Perú      | 1–0       | Venezuela         | Copa América 2015          | -     |
| 12. | 25-6-2015  | Temuco            | Bolivia   | 1–3       | Perú              | Copa América 2015          | -     |
| 13. | 3-7-2015   | Concepción        | Perú      | 2–0       | Paraguay          | Copa América 2015          | -     |
| 14. | 07-10-2015 | Barranquilla      | Colombia  | 2-0       | Perú              | Eliminatorias Rusia 2018   | -     |
| 15. | 13-10-2015 | Lima              | Perú      | 3-4       | Chile             | Eliminatorias Rusia 2018   | -     |
| 16. | 12-11-2015 | Lima              | Perú      | 1–0       | Paraguay          | Eliminatorias Rusia 2018   | -     |
| 17. | 17-11-2015 | Salvador de Bahía | Brasil    | 3–0       | Perú              | Eliminatorias Rusia 2018   | -     |
| 18. | 10-10-2017 | Lima              | Perú      | 1–1       | Colombia          | Eliminatorias Rusia 2018   | -     |

## Estadísticas
Datos actualizados hasta el 11 de agosto de 2024.
| Club | Div.          | Temporada     | Liga  | Liga  | Liga   | Copas Nacionales | Copas Nacionales | Copas Nacionales | Copas Internacionales | Copas Internacionales | Copas Internacionales | Total | Total | Total  | Media goleadora |
| Club | Div.          | Temporada     | Part. | Goles | Asist. | Part.            | Goles            | Asist.           | Part.                 | Goles                 | Asist.                | Part. | Goles | Asist. | Media goleadora |
| Alianza Lima · Perú | 1ª            | 2011          | 2     | 0     | 0      | 0                | 0                | 0                | —                     | —                     | —                     | 2     | 0     | 0      | 0.00            |
| Alianza Lima · Perú | 1ª            | 2012          | 29    | 6     | 3      | —                | —                | —                | 0                     | 0                     | 0                     | 29    | 6     | 3      | 0.21            |
| Alianza Lima · Perú | 1ª            | 2013          | 18    | 6     | 1      | —                | —                | —                | —                     | —                     | —                     | 18    | 6     | 1      | 0.33            |
| Alianza Lima · Perú | Total club    | Total club    | 49    | 12    | 4      | 0                | 0                | 0                | 0                     | 0                     | 0                     | 49    | 12    | 4      | 0.24            |
| Red Bull Salzburg · Austria | 1ª            | 2013-14       | 4     | 0     | 0      | 1                | 0                | 0                | 4                     | 0                     | 0                     | 9     | 0     | 0      | 0.00            |
| Red Bull Salzburg · Austria | Total club    | Total club    | 4     | 0     | 0      | 1                | 0                | 0                | 4                     | 0                     | 0                     | 9     | 0     | 0      | 0.00            |
| FC Liefering · Austria | 2ª            | 2013-14       | 18    | 1     | 1      | —                | —                | —                | —                     | —                     | —                     | 18    | 1     | 1      | 0.10            |
| FC Liefering · Austria | Total club    | Total club    | 18    | 1     | 1      | 0                | 0                | 0                | 0                     | 0                     | 0                     | 18    | 1     | 1      | 0.10            |
| SV Grödig · Austria | 1ª            | 2014-15       | 19    | 11    | 4      | 3                | 1                | ?                | 4                     | 0                     | 1                     | 26    | 12    | 5      | 0.46            |
| SV Grödig · Austria | Total club    | Total club    | 19    | 11    | 4      | 3                | 1                | ?                | 4                     | 0                     | 1                     | 26    | 12    | 5      | 0.46            |
| R. B. Leipzig · Alemania | 2ª            | 2014-15       | 13    | 1     | 0      | 1                | 0                | 0                | —                     | —                     | —                     | 14    | 1     | 0      | 0.07            |
| R. B. Leipzig · Alemania | Total club    | Total club    | 13    | 1     | 0      | 1                | 0                | 0                | 0                     | 0                     | 0                     | 14    | 1     | 0      | 0.07            |
| Red Bull Salzburg · Austria | 1ª            | 2015-16       | 16    | 3     | 2      | 3                | 0                | 1                | 3                     | 0                     | 0                     | 22    | 3     | 3      | 0.14            |
| Red Bull Salzburg · Austria | 1ª            | 2016-17       | 2     | 0     | 0      | 2                | 0                | 1                | 1                     | 0                     | 1                     | 5     | 0     | 2      | 0.00            |
| Red Bull Salzburg · Austria | Total club    | Total club    | 18    | 3     | 2      | 5                | 0                | 2                | 4                     | 0                     | 1                     | 27    | 3     | 5      | 0.11            |
| Vancouver Whitecaps · Canadá | 1ª            | 2017          | 21    | 6     | 3      | 0                | 0                | 0                | —                     | —                     | —                     | 21    | 6     | 3      | 0.29            |
| Vancouver Whitecaps · Canadá | 1ª            | 2018          | 26    | 6     | 9      | 3                | 1                | 0                | —                     | —                     | —                     | 29    | 7     | 9      | 0.24            |
| Vancouver Whitecaps · Canadá | 1ª            | 2019          | 25    | 7     | 1      | 2                | 0                | 0                | —                     | —                     | —                     | 27    | 7     | 1      | 0.26            |
| Vancouver Whitecaps · Canadá | 1ª            | 2020          | 9     | 1     | 1      | —                | —                | —                | —                     | —                     | —                     | 9     | 1     | 1      | 0.11            |
| Vancouver Whitecaps · Canadá | Total club    | Total club    | 81    | 20    | 14     | 5                | 1                | 0                | 0                     | 0                     |                       | 86    | 21    | 14     | 0.24            |
| D. C. United Estados Unidos | 1ª            | 2020          | 5     | 0     | 0      | —                | —                | —                | —                     | —                     | —                     | 5     | 0     | 0      | 0.00            |
| D. C. United Estados Unidos | 1ª            | 2021          | 18    | 4     | 1      | 0                | 0                | 0                | —                     | —                     | —                     | 18    | 4     | 1      | 0.22            |
| D. C. United Estados Unidos | Total club    | Total club    | 23    | 4     | 1      | 0                | 0                | 0                | 0                     | 0                     | 0                     | 23    | 4     | 1      | 0.17            |
| Charlotte FC Estados Unidos | 1ª            | 2022          | 19    | 3     | 3      | 2                | 1                | 3                | —                     | —                     | —                     | 21    | 4     | 6      | 0.19            |
| Charlotte FC Estados Unidos | Total club    | Total club    | 19    | 3     | 3      | 2                | 1                | 3                | 0                     | 0                     | 0                     | 21    | 4     | 6      | 0.19            |
| FC Torpedo Moscú · Rusia | 1ª            | 2022-23       | 12    | 1     | 2      | —                | —                | —                | —                     | —                     | —                     | 12    | 1     | 2      | 0.08            |
| FC Torpedo Moscú · Rusia | 2ª            | 2023-24       | 21    | 3     | 0      | 1                | 0                | 0                | —                     | —                     | —                     | 22    | 3     | 0      | 0.13            |
| FC Torpedo Moscú · Rusia | Total club    | Total club    | 33    | 4     | 2      | 1                | 0                | 0                | 0                     | 0                     | 0                     | 34    | 4     | 2      | 0.11            |
| FC Rodina Moscú · Rusia | 2ª            | 2024-25       | 5     | 1     | 1      | 0                | 0                | 0                | —                     | —                     | —                     | 5     | 1     | 1      | 0.20            |
| FC Rodina Moscú · Rusia | Total club    | Total club    | 5     | 1     | 1      | 0                | 0                | 0                | 0                     | 0                     | 0                     | 5     | 1     | 1      | 0.20            |
| Total carrera | Total carrera | Total carrera | 282   | 60    | 32     | 18               | 3                | 5                | 12                    | 0                     | 2                     | 312   | 63    | 39     | 0.20            |
| (1) Incluye datos de la Copa de Austria (2013/14). (2) Incluye datos de la Liga de Campeones de la UEFA (2013/14) y Liga Europea de la UEFA (2013/14). |               |               |       |       |        |                  |                  |                  |                       |                       |                       |       |       |        |                 |

## Palmarés

### Campeonatos nacionales
| Título                        | Club              | País    | Año     |
| ----------------------------- | ----------------- | ------- | ------- |
| Torneo de Promoción y Reserva | Alianza Lima      | Perú    | 2011    |
| Bundesliga Austríaca          | Red Bull Salzburg | Austria | 2013-14 |
| ÖFB Cup                       | Red Bull Salzburg | Austria | 2013-14 |
| Bundesliga Austríaca          | Red Bull Salzburg | Austria | 2015-16 |
| ÖFB Cup                       | Red Bull Salzburg | Austria | 2015-16 |

### Distinciones individuales
| Distinción                                        | Año  |
| ------------------------------------------------- | ---- |
| Jugador revelación del Campeonato Descentralizado | 2012 |

## Controversia
En el 2018 fue investigado por presunta violación en el caso de la muerte de una voleibolista de 16 años tras clasificar al Mundial de Rusia en donde se encontró droga (que no era de él) en el lugar alquilado por Yordy. La investigación se archivó y se concluyó que el deportista no tuvo responsabilidad. 